# Jusuf Habibie
Bacharuddin Jusuf Habibie, Rudy Habibie, B.J. Habibie (ur. 25 czerwca 1936 w Pare-Pare, zm. 11 września 2019 w Dżakarcie) – indonezyjski polityk, prezydent w latach 1998–1999.
Ukończył studia w dziedzinie inżynierii lotniczej, początkowo w Bandung, następnie w Akwizgranie (Niemcy), a w 1965 obronił doktorat i pracował w Messerschmitt-Bölkow-Blohm w Hamburgu. W latach 1978–1998 był ministrem technologii i badań naukowych w rządzie prezydenta Suharto.
Był głównym projektantem i osobą odpowiedzialną za budowę pierwszego indonezyjskiego samolotu pasażerskiego IPTN N-250.
Jako bliski współpracownik Suharto, w marcu 1998 został mianowany wiceprezydentem Indonezji, a po rezygnacji Suharto został prezydentem kraju 21 maja 1998.
W październiku 1999 zamierzał kandydować na kolejną kadencję, ale ostatecznie wycofał się przed wyborami. Na urzędzie prezydenta zastąpił go Abdurrahman Wahid.